# Болютское
Бо́лютское (бел. Бо́люцкае) — озеро в Чашникском районе Витебской области Белоруссии. Относится к бассейну реки Ракитовка. Входит в состав республиканского ландшафтного заказника «Селява».

## Физико-географическая характеристика
Озеро Болютское располагается в 32 км от города Чашники, рядом с деревней Болюто. К востоку от водоёма проходит автодорога Р62. Высота над уровнем моря составляет 177 м.
Площадь поверхности озера составляет 0,35 км². Длина — 1,32 км, наибольшая ширина — 0,35 км. Длина береговой линии — 3,75 км. Наибольшая глубина — 3,8 м, средняя — 2,1 м. Объём воды в озере — 0,75 млн м³. Площадь водосбора — 1,5 км².
Котловина озера вытянута с северо-запада на юго-восток. Склоны высотой от 13 до 25 м, заняты сельскохозяйственными угодьями. Берега низкие, песчаные, на западе поросшие кустарником. Озеро окружено местами заболоченной узкой поймой, на юге и юго-востоке ширина которой достигает 40 м.
Мелководье песчаное, на глубине дно илистое. Присутствует остров площадью около 1,5 га.
Из озера вытекает ручей, впадающий в реку Ракитовка.

## Рыбалка
В озере обитают лещ, щука, плотва, линь, карась, окунь и другие виды рыб. Производится промысловый лов рыбы. Организовано платное любительское рыболовство. Разрешена подводная охота.